# بازی تکرارشونده
در نظریه بازی‌ها،بازی تکرارشونده یک شکل گسترده بازی متشکل از تکرار چند بازی پایه (به نام یک مرحله بازی)است که هر کدام از این مراحل بازی معمولاً در بازی‌های دو نفره به خوبی مطالعه شده‌اند. علت اهمیت بازی‌های تکرار شونده این است که هر بازیکن باید تأثیر حرکات فعلی خود را بر حرکات آینده‌اش را در نظر بگیرد.

## بازی‌های تکرار شونده متنهای و نامتناهی
بازی‌های تکرار شونده معمولاً بر اساس باور بازیکنان از تعداد مراحل بازی به دو دسته متناهی و نامتناهی تقسیم می‌شوند.
اکثر بازی‌های تکرار شونده تعداد نامتناهی بار تکرار می‌شوند.

## حل بازی‌های تکرارشونده
به طور کلی بازی‌های تکرار شونده را می‌توان با استفاده از استراتژی‌های ارائه شده توسط قضیهٔ عامیانه حل کرد. بازی‌های تکرارشونده پیچیده نیز توسط روش‌های که اتکای زیادی به جبر خطی دارند حل می‌شوند.

## اطلاعات ناقص
بازی‌های تکرار شونده می‌توانند شامل اطلاعات ناقص نیز باشند. این‌گونه از بازی‌ها توسط روبرت اومان و مایکل مسچلر معرفی شده‌اند. با این که بررسی حالتی که فقط یکی از بازیکنان دارای اطلاعات باشد یا اطلاعات مستقلی به بازیکنان برسد آسان‌تر است، بازی‌های مجموع صفر با اطلاعات ناقص برای هر دو بازیکن نیز قابل بررسی‌اند.